# 1976年峇厘島地震
1976年峇厘島地震發生於當地時間7月14日15:13，面波震級為6.5級。地震發生在印尼布勒冷縣巴厘海沿岸以南5公里（3.1英里），丹帕沙西北約65公里（40英里）。布勒冷縣多達九成的房屋嚴重受損或被摧毀，塞里里特（Seririt）分區幾乎完全被摧毀，一所學校建築倒塌，至少200名學生受困。
據信1976年巴布亞地震造成573人死亡，其中布萊倫縣至少544人，珍布拉納（Jembrana）24人，塔巴南（Tabanan）5人。另有4,000多人受傷，估計有45萬人暫時無家可歸。